# Sarphatistraat 4
Het pand Sarphatistraat 4 is een statig herenhuis aan de Sarphatistraat te Amsterdam-Centrum. 
Het woonhuis is ontworpen en gebouwd in opdracht van August Hendrichs, vooraanstaande Amsterdammer. De architect daarbij was Theo Asseler, neef van Theo Molkenboer. Hij ontwierp een gebouw in de neorenaissancestijl, dat deels vrijstaand is. Ten westen van het pand ligt de straat/steeg Achter Oosteinde, aan de achterzijde is er geen belending. Het gebouw staat ongeveer op de plaats waar tot 1868 De Hooge Steenen Molen stond. In 2015 is Humanitas er gevestigd; het vertrok in oktober 2023 naar de Baarsjesweg in Amsterdam-West. 